# زرین زرین
زرین زرین (زاده: ۱۳۳۸ ولسوالی کهسان، ولایت هرات) سیاست‌مدار افغانستانی و نماینده مردم هرات در دوره پانزدهم مجلس نمایندگان افغانستان است.

## زندگی‌نامه
زرین زرین متولد ۱۳۳۸ از ولسوالی کهسان ولایت هرات افغانستان است. وی دارای مدرک تحصیلی لیسانس عربی و روانشناسی از دانشکده ادبیات دانشگاه کابل است.

## دیگر فعالیت‌ها
- زراعت و دامداری.[۱]
- نماینده مردم هرات در مجلس نمایندگان (۱۳۶۶).[۱]